# Keith Taylor
Keith Gerard Taylor (Pennsauken, 21 dicembre 1964) è un ex giocatore di football americano statunitense che ha militato nel ruolo di safety nella National Football League (NFL).

## Carriera
Taylor al college giocò a football con gli Illinois Fighting Illini. Fu scelto dagli Indianapolis Colts nel corso del quinto giro (134º assoluto) del Draft NFL 1988. Dopo un primato in carriera di 7 intercetti nel 1989, l'anno seguente disputò per l'unica volta tutte le 16 partite come titolare. Nel 1992 Taylor passò ai New Orleans Saints, di cui divenne stabilmente titolare l'anno successivo. Nel 1994 si trasferì ai Washington Redskins con cui disputò le ultime tre annate della carriera.